# 1912 în științifico-fantastic
- 1911 în științifico-fantastic — 1912 în științifico-fantastic — 1913 în științifico-fantastic

1912 în științifico-fantastic a implicat o serie de evenimente:

## Nașteri și decese

### Nașteri
- Carl L. Biemiller (d. 1979)
- Pierre Boulle (d. 1994)
- Paul Capon (d. 1969)
- A. Bertram Chandler (d. 1984)
- Lawrence Durrell (d. 1990)
- Stephen Gilbert (d. 2010)
- C. H. Kölbl (Pseudonimul lui Konrad Köbl) (d. 1994)
- Curt Letsche (d. 2010)
- Gyula Macskássy (d. 1971)
- P. Schuyler Miller (d. 1974)
- Guido Morselli (d. 1973)
- Andre Norton   (d. 2005)
- A. E. van Vogt (d. 2000)
- Ian Wallace (d. 1998)
- J. E. Wells (Pseudonimul lui Eberhard Seitz)

### Decese
- Eduard Attenhofer (Pseudonym Chiridonius Chrügel; n. 1842)
- Max Burckhard (n. 1854)
- Martin Böhm (n. 1844)
- Michael Flürscheim (n. 1844)
- Franz Hartmann (n. 1838)
- Georg Heym (n. 1887)
- Karl May (n. 1842)
- Johann Martin Schleyer (n. 1831)

## Cărți

### Romane
- The Dream of X de William Hope Hodgson
- O lume dispărută (The Lost World) de Arthur Conan Doyle - în genul lume pierdută
- The Night Land de William Hope Hodgson
- Philip Dru: Administrator: de Edward Mandell House
- Prințesa marțiană de Edgar Rice Burroughs
- The Scarlet Plague roman post-apocaliptic de Jack London

## Filme
| Titlu                 | Regizor        | Distribuție | Țara | Sub-Gen /Note |
| --------------------- | -------------- | ----------- | ---- | ------------- |
| À la conquête du pôle | Georges Méliès |             |      |               |